# Вейлон Дженнінгс
Вейлон Дженнінгс (англ. Waylon Jennings, повне ім'я англ. Waylon Arnold Jennings; 15 червня 1937 — 13 лютого 2002)— американський співак, один з найпопулярніших музикантів музики кантрі XX століття. Дженнінгс почав грати на гітарі в 8 років і почав виступати в 12 на радіо KVOW. Він сформував гурт The Texas Longhorns. Дженнінгс працював ді-джеєм на KVOW, KDAV, KYTI і KLLL.

## Життєпис
Вейлон Дженнінгс народився в 1937 році, у Літлфілді, Техас.

### Останні роки
У середині 1980-х Джонні Кеш, Кріс Крістофферсон, Нельсон і Дженнінгс заснували успішний гурт під назвою The Highwaymen. Крім своєї роботи з Highwaymen Дженнінгс випустив золотий альбом WWII (1982) з Віллі Нельсоном.
В 1985 році Дженнінгс приєднався до USA for Africa, щоб записати «We Are the World», але він залишив студію через суперечку з приводу лірики пісні, які повинні були співати мовою суахілі. Як не дивно, після того, як Дженнінгс залишив студію, ідея була відкинута з подачі Стіві Вандера, який вказав, що ефіопи не говорять на суахілі. До цього часу його продажі зменшилися. Після виходу альбому Sweet Mother Texas Дженнінгс підписав контракт з MCA Inc.. Дебютним релізом на лейблі був Will the Wolf Survive (1986), який очолив кантрі-чарт Billboard в 1986 році. Початковий успіх Дженнінгса затих і в 1990 році він підписав контракт з Epic Records. Його перший реліз, The Eagle, став його останнім альбомом, який потрапив в Топ 10.
Незважаючи на низькі продажі платівок, Дженнінгс привернув велику аудиторію в виступах. В 1997 році після туру Lollapalooza, він зменшив свій гастрольний графік і зосередився на своїй сім'ї.

## Дискографія

### Альбоми
| - Waylon 'Jennings At JD's(1964) - Folk Country(1966) - Leavin 'Town(1966) - Nashville Rebel(1966) - Waylon Sings Of Harlan(1967) - Love Of The Common People(1967) - Hanging On(1968) - Only The Greatest(1968) - Jewels(1968) - Just To Satisfy You(1969) - Country Folk(1969) - Waylon(1970) - Don't Think Twice(1970) - Ned Kelly(1970) - Singer Of Sad Songs(1970) - The Taker / Tulsa(1971) - Cedartown, Georgia(1971) - Good Hearted Woman(1972) - Ladies Love Outlaws(1972) - Lonesome, On'ry And Mean(1973) - Honky Tonk Heroes(1973) - This Time(1974) - The Ramblin 'Man(1974) - Dreaming My Dreams(1974) - Mackintosh & TJ.(1976) - Are You Ready For The Country(1976) - Waylon Live(1976) | - Ol 'Waylon(1977) - Waylon & Willie(1978) - White Mansions(1978) - I've Always Been Crazy(1978) - Greatest Hits(1979) - What Goes Around Comes Around(1979) - Music Man(1980) - Leather And Lace(1981) - Black On Black(1982) - WW II(1982) - It's Only Rock And Roll(1983) - Waylon And Company(1983) - Never Could Toe The Mark(1984) - Ol 'Waylon sings Ol' Hank(1985) - Turn The Page(1985) - Sweet Mother Texas(1986) - Will The Wolf Survive(1986) - Hangin 'Tough(1987) - A Man Called Hoss(1987) - Full Circle(1988) - New Classic Waylon(1989) - The Eagle(1990) - Clean Shirt(1991) - Too Dumb For New York City, Too Ugly For LA(1992) - Cowboys, Sisters, Rascals And Dirt(1993) - Right For The Time(1996) - Never Say Die — The Last Concert(2007) |